# Sanjay Gandhi
Sanjay Gandhi, född 14 december 1946 i New Delhi, död 23 juni 1980 i New Delhi, var Indira Gandhis yngste son och hennes tilltänkte politiske arvtagare, men han omkom i en flygolycka 1980.
Han var bror till Rajiv Gandhi.